# 14877 Zauberflöte
(14877) Zauberflöte, denumire internațională (14877) Zauberflote, este un asteroid din centura principală de asteroizi.

## Descriere
14877 Zauberflöte este un asteroid din centura principală de asteroizi. A fost descoperit pe 19 noiembrie 1990 la Observatorul La Silla de Eric Walter Elst. Asteroidul prezintă o orbită caracterizată de o semiaxă mare de 3,04 ua, o excentricitate de 0,07 și o înclinație de 12,3° în raport cu ecliptica.